# 莱索洛
莱索洛（義大利語：Lessolo），是意大利都灵省的一个市镇。总面积7平方公里，人口2025人，人口密度289.3人/平方公里（2009年）。ISTAT代码为001132。